# 3746-os busz
A 3746-os jelzésű autóbuszvonal Miskolc, Harsány, Mezőkövesd és Bogács között húzódó regionális vonal, amelyet a MÁV Személyszállítási Zrt. üzemeltet.

## Útvonala
A miskolci autóbusz-állomásról indul. A 3-as főúton kezdi el útját Mezőkövesd felé, odairányban a főúton, a Vörösmarty városrészen és a Szilágyi Dezső úton, visszirányban a Csabai kapun, a Corvin utcán, valamint a Belvároson át közlekedik, melyek a város egyik jelentősebb csomópontjában, a miskolctapolcai elágazásnál érnek össze, ahonnan a miskolci Egyetemváros és Miskolctapolca érhető el. Hejőcsaba és Görömböly városrészei mentén hagyja el a várost.
A Volánbusz Zrt. 2024. december 15-ei menetrendi változtatásaival, a 3751-es buszok ütemezett menetrendjeinek kialakításával együtt a 3746-os busz útvonalát is megváltoztatták, így Mályi, Nyékládháza, Emőd és Vatta települések helyett a Bükkalja három, délkeletre fekvő településének kedvez, melyek közül egyet jár be. Elsőnek Miskolc Görömböly városrészének déli részén indul neki a Pingyom megmászásának. Itt a tengerszint-feletti magasság szerint 134 méteren tartózkodik, majd 1600 méter táv után 215 méteren terem, azaz 80 méteres szintkülönbséget visz végbe. Pingyom(tető) helyet adott egykor a Magyar Néphadsereg egyik rakétaezredének a kiváló természeti adottságok, illetve a jó látási viszonyok okán, Miskolcra kiváló látvány nyúlik innen. Az üdülőterületen több száz nyaraló fekszik, illetve az évek során kertszövetkezetek alakultak ki, valamint építőipari tevékenységet végzők is előszeretettel vannak a dűlőn. A fák ölelésében vendégházak bújnak meg, ahol az első település elágazásához, a bükkaranyosihoz ér. A Kulcsár-völgyi-patak kanyarulatai között nem tér be a faluba, amelynek egy kisteljesítményű szélerőműve is van. A Bükkaranyost keresztező közút egyik irányából, Emőd felől a 3750-es buszok, a jelenlegi irányból a 3751-es buszok vezetnek át rajta. Tovább a 2515-ös mellékúton sűrű erdős részen találja magát, a bükkaranyosi és a kisgyőri elágazás között alig másfél kliométer van. Kisgyőrbe szintén nem tér be, a zsákközséget, melynek előterében kisebb földeken mezőgazdaságot folytatnak, kizárólag a sokadszorra említett 3751-es járatok kapcsolják be a tömegközlekedési hálózatba. Itt sem ritkák a vendégházak, mivel turisztikailag egy csendes településnek mondható, illetve a természet lágy öle sem messze van innen.
Első települését 17 kilométer múlva éri el, egy tágasabb vidéken, névszerint Harsány belterületén tartózkodik, a 2000 lelket számláló község terül ki a legnagyobb területen a három település közül. Harsány tagja az Eger–Laskó–Csincse-vízrendszernek, hiszen a Csincse-patak keresztülfolyik a központon. Saját víztározóval rendelkezik, ami egyébként egyben horgásztava is, illetve több közintézménynek ad otthont, buszfordulója a temploma, illetve gyógyszertára közelében van. Az autóbuszok megszűntették azt a tulajdonságát Harsánynak, hogy tömegközlekedésileg zsákfalu, mivel keresztezi azt és az eddig menetrendszerinti buszok által nem járt úton közlekedik. A Csincse partján közlekedik továbbra is, utána egyenes szakaszon két és fél kilométert. Miután megtette ezt, a harsányi autóspihenő és a borsodgeszti csomópontban lekanyarodik ismét a 3-as főútra, innen közlekedik eredeti útvonalán.
A 247 kilométeres főút egyik 2×2 sávos szakaszán suhan be Bükkábrányba, ahol eltérő úton közlekedik tovább számos másik buszvonalhoz hasonlóan. A Mátyás király útján közlekedik, majd a Kácsi-patak itteni hídja után körülbelül 10 méterrel hajt arrébb a főúttól, de nem akármiért, mert legegyszerűbben így éri el Mezőnyárádot, a közelben már a Mátrai Erőmű egyes borsodi bányái is fellelhetőek. Mezőnyárád minden megállóját érinti, majd visszatér a főútra, ezúttal a Lator-patakon és a tardi elágazáson hajt át, később egy egykori katonai repülőtér – Mezőkövesdi repülőtér /Klementina/ – szomszédságában. A mezőkövesdi transzformátor-állomásnál elhagyja a 3-as utat és a Széchenyi István szakképzőiskola felől érkezik Mezőkövesdre. A "fürdősjárat" a központjától jóval messzebb fekvő Zsóry Gyógy- és Strandfürdőig elközlekedik, majd visszatérése után a 2023 decembere előtt a centrumban helyezkedő buszállomására is betért (ahol a környéki járatok a kicsi, szűk területen fejezték be útjuk), mai nevén Mátyás király út néven szerepel a megálló. Az ekkor átadott új autóbusz-állomásra, a városi vasútállomás mellett újonnan felépült építményhez azonban jelenleg nem tesz kitérést.
Az egykori mezővárost az 1-es helyijárattal egy úton hagyja el, egy újonnan épült kerékpárúttal és a Hór-patakkal párhuzamosan. Egy jó 10 percen belül a vonal végállomására, Bogácsra érkezik. Áthajt a rengeteg panziója, szálláshelye és étterme között, úgy ér célba a nevezetes Bogácsi Gyógy- és Strandfürdőhöz, és annak a mellette kialakított buszmegállójához.

## Közlekedése
Indításai nyári hétvégéken történnek, egy pár közlekedik a miskolci üzemegység járműveiből. Reggel Miskolcról indul, délelőtt Bogácsra érkezik, majd délután Bogácsról indul és este Miskolcra érkezik. Régebben gyorsjárati jelleggel közlekedett több megállót is kihagyva a települések között.
Az útvonalváltoztatás előtt vonalhossza 67.5 km, megállóinak száma 38/39 db, menetideje 105 perc volt.
| Viszonylat                              | Indításszám | Közlekedési rend |
| --------------------------------------- | ----------- | ---------------- |
| Miskolc, aut. áll. – Bogács, gyógyfürdő | 1 pár       | nyári hétvégéken |

## Megállóhelyei
| 0  | Miskolc, autóbusz-állomás végállomás | 0.0 km  | 1, 1G, 3, 3A, 4, 7, 11, 12G, 20, 20A, 24, 28, 32, 34G, 35, 43, 44, 45, 101B, 900, 914, 935 1050, 1053, 1369, 1370, 1372, 1373, 1374, 1375, 1376, 1377, 1380, 1381, 1383, 1384, 1410, 1411 3700, 3701, 3702, 3703, 3704, 3705, 3706, 3707, 3708, 3709, 3710, 3711, 3712, 3714, 3715, 3716, 3717, 3718, 3719, 3720, 3721, 3722, 3723, 3724, 3726, 3727, 3728, 3729, 3730, 3731, 3733, 3734, 3735, 3736, 3737, 3738, 3739, 3740, 3741, 3742, 3743, 3744, 3745, 3747, 3748, 3749, 3750, 3751, 3752, 3753, 3754, 3755, 3757, 3760, 3761, 3764, 3765, 3766, 3767, 3770, 3772, 3773, 3774, 3775, 3776, 3777, 4019 |
| 1  | Miskolc, Vörösmarty út (↓)           | 1.0 km  | 3A, 14G, 21, 21G, 24, 32, 35, 45, 901, Auchan 1 1050, 1369, 1370, 1372, 1375, 1376, 1377, 1380, 1381 3738, 3739, 3740, 3741, 3742, 3743, 3744, 3745, 3747, 3748, 3749, 3750, 3751, 3752, 4019 |
| ∫  | Miskolc, Corvin utca (↑)             | ∫       | 20, 20A, 28, 34, 35, 43, 44, Auchan 1 1369, 1370, 1372, 1375, 1376, 1377, 1410 3738, 3739, 3740, 3741, 3742, 3743, 3744, 3745, 3747, 3748, 3749, 3750, 3751, 3752, 4019 |
| 2  | Miskolc, Lévay József utca (↓)       | 1.8 km  | 4, 30, 31, 32, 35G, 45 1369, 1370, 1377, 1381 3738, 3739, 3740, 3741, 3742, 3743, 3744, 3745, 3747, 3748, 3749, 3750, 3751, 3752, 4019 |
| ∫  | Miskolc, SZTK rendelő (↑)            | ∫       | 14, 20, 20A, 21, 30, 31, 34, 36, 43, 44, 900, 914, 935 1369, 1370, 1377 3738, 3739, 3740, 3741, 3742, 3743, 3744, 3745, 3747, 3748, 3749, 3750, 3751, 3752, 4019 |
| 3  | Miskolctapolcai elágazás             | 3.2 km  | 4, 14, 20, 20A, 24, 30, 32, 34, 36, 43, 44, 45, 900, 914, 935 1050, 1369, 1370, 1372, 1373, 1374, 1375, 1376, 1377, 1380, 1381, 1410, 1411 3738, 3739, 3740, 3741, 3742, 3743, 3744, 3745, 3747, 3748, 3749, 3750, 3751, 3752, 4019 |
| 4  | Miskolc (Hejőcsaba), gyógyszertár    | 4.3 km  | 4, 14, 43, 44, 45, 900, 914 1377, 1381 3738, 3739, 3740, 3741, 3742, 3743, 3744, 3745, 3747, 3748, 3749, 3750, 3751, 3752, 4019 |
| 5  | Miskolc (Hejőcsaba), cementgyár      | 5.0 km  | 4, 14, 43, 44, 45, 900, 914 1377, 1381 3738, 3739, 3740, 3741, 3742, 3743, 3744, 3745, 3747, 3748, 3749, 3750, 3751, 3752, 4019 |
| 6  | Miskolc, Görömböly bejárati út (↓)   | 5.8 km  | 4, 43, 44, 53 1377, 1381 3738, 3739, 3740, 3741, 3742, 3743, 3744, 3745, 3747, 3748, 3749, 3750, 3751, 3752, 4019 |
| 7  | Miskolc, harsányi útelágazás         | 6.5 km  | 4, 43, 44, 53 1050, 1369, 1372, 1375, 1376, 1377, 1381 3738, 3739, 3740, 3741, 3742, 3743, 3744, 3745, 3747, 3748, 3749, 3750, 3751, 3752, 4019 |
| 8  | Agyagbánya, bejárati út              | 9.1 km  | 3751 |
| 9  | Pingyom Virága Kertszövetkezet       | 10.1 km | 3751 |
| 10 | Kertszövetkezet, bejárati út         | 10.5 km | 3751 |
| 11 | Pingyomtető, felső kapu              | 11.4 km | 3751 |
| 12 | Pingyomtető, alsó kapu               | 12.8 km | 3751 |
| 13 | Bükkaranyos, Csárdalapos             | 13.7 km | 3751 |
| 14 | Bükkaranyosi elágazás                | 14.3 km | 3751 |
| 15 | Kisgyőri elágazás                    | 15.7 km | 3751 |
| 16 | Harsány, Jókai utca 28.              | 17.3 km | 3751 |
| 17 | Harsány, Kossuth utca 122.           | 18.1 km | 3751 |
| 18 | Harsány, autóbusz-forduló            | 18.9 km | 3751 |
| 19 | Bükkábrány, bolt                     | 29.2 km | 1050, 1375, 1376, 1377, 1380, 1381 3747, 3748, 3749, 4006, 4007, 4019, 4022 |
| 20 | Bükkábrány, Vörösmarty utca          | 29.9 km | 1377, 1381 3747, 3749, 4006, 4007, 4019, 4022 |
| 21 | Mezőnyárád, felső                    | 31.4 km | 1377, 1381 3747, 3749, 4006, 4007, 4019, 4022, 4026 |
| 22 | Mezőnyárád, posta                    | 32.0 km | 1050, 1377, 1380, 1381 3747, 3749, 4006, 4007, 4019, 4022, 4026 |
| 23 | Mezőnyárád, kultúrház                | 32.8 km | 1377, 1381 3747, 3749, 4006, 4007, 4019, 4022, 4026 |
| 24 | Mezőnyárád, temető                   | 33.4 km | 1050, 1377, 1380, 1381 3747, 3749, 4006, 4007, 4008, 4009, 4019, 4021, 4022, 4026, 4030 |
| 25 | Tardi elágazás                       | 36.4 km | 1377, 1381 3749, 4001, 4006, 4007, 4008, 4009, 4021, 4022, 4026, 4030 |
| 26 | Klementina, bejárati út              | 37.6 km | 1377, 1381 3749, 4001, 4006, 4007, 4008, 4009, 4021, 4022, 4026, 4030 |
| 27 | Mezőkövesd, transzformátor állomás   | 40.2 km | 1377, 1381 3749, 4001, 4006, 4007, 4008, 4009, 4021, 4022, 4026, 4030 |
| 28 | Mezőkövesd, gimnázium                | 41.9 km | 1, 2, 2B, 3 1050, 1375, 1376, 1377, 1380, 1381 3416, 3749, 4001, 4006, 4007, 4008, 4009, 4013, 4017, 4018, 4019, 4021, 4022, 4023, 4026, 4030 |
| 29 | Mezőkövesd, Szent László tér         | 42.4 km | 1, 2, 2B, 3 1050, 1377, 1380, 1381 3416, 3749, 4001, 4006, 4007, 4008, 4009, 4013, 4017, 4018, 4019, 4021, 4022, 4023, 4026, 4030 |
| 30 | Mezőkövesd, Mátyás király út         | 42.8 km | 1, 2, 2B, 3 1050, 1375, 1376, 1377, 1380, 1381 3416, 3749, 4001, 4006, 4007, 4008, 4009, 4013, 4017, 4018, 4019, 4021, 4022, 4023, 4026, 4030 |
| 31 | Mezőkövesd, gyógyfürdő               | 46.8 km | 2, 2B 1376 3749, 4013, 4014, 4015, 4157 |
| 32 | Mezőkövesd, Mátyás király út         | 50.8 km | 1, 2, 2B, 3 1050, 1375, 1376, 1377, 1380, 1381 3416, 3749, 4001, 4006, 4007, 4008, 4009, 4013, 4017, 4018, 4019, 4021, 4022, 4023, 4026, 4030 |
| 33 | Mezőkövesd, Szent László tér         | 51.2 km | 1, 2, 2B, 3 1050, 1377, 1380, 1381 3416, 3749, 4001, 4006, 4007, 4008, 4009, 4013, 4017, 4018, 4019, 4021, 4022, 4023, 4026, 4030 |
| 34 | Mezőkövesd, gimnázium                | 51.7 km | 1, 2, 2B, 3 1050, 1375, 1376, 1377, 1380, 1381 3416, 3749, 4001, 4006, 4007, 4008, 4009, 4013, 4017, 4018, 4019, 4021, 4022, 4023, 4026, 4030 |
| 35 | Mezőkövesd, Bogácsi utca 38.         | 52.7 km | 1 3416, 4023 |
| 36 | Bogács, alsó                         | 61.8 km | 3407, 3416, 3417, 4012, 4023 |
| 37 | Bogács, autóbusz-váróterem           | 62.7 km | 3407, 3416, 3417, 4012, 4023 |
| 38 | Bogács, gyógyfürdő végállomás        | 63.4 km | 3407, 3416, 3417, 4012 |